# Hydrotaea borussica
Hydrotaea borussica är en tvåvingeart som beskrevs av Stein 1899. Hydrotaea borussica ingår i släktet Hydrotaea och familjen husflugor. Arten är reproducerande i Sverige. Inga underarter finns listade i Catalogue of Life.